# Hendrik Reiher
Hendrik Reiher (Eisenhüttenstadt, 25 januari 1962) is een voormalig Oost Duits/Duits stuurman bij het roeien. Reiher maakte zijn debuut met een zilveren medaille in de twee-met-stuurman tijdens de wereldkampioenschappen roeien 1981. Tijdens de wereldkampioenschappen roeien 1986 stuurde Reiher de Oost-Duitse vier-met-stuurman naar de wereldtitel. Een jaar later prolongeerde Reiher deze wereldtitel. Reiher won in Seoel de olympische gouden medaille in de vier-met-stuurman. Tijdens de wereldkampioenschappen roeien 1990 werd Reiher voor de derde maal wereldkampioen in de vier-met-stuurman. Reiher sloot zijn carrière af voor het Verenigde Duitsland tijdens de Olympische Zomerspelen 1992 met een zilveren medaille in de vier-met-stuurman.

## Resultaten
- Wereldkampioenschappen roeien 1981 in München  in de twee-met-stuurman
- Wereldkampioenschappen roeien 1982 in Luzern  in de twee-met-stuurman
- Wereldkampioenschappen roeien 1983 in Duisburg  in de acht
- Wereldkampioenschappen roeien 1985 in Hazewinkel  in de vier-met-stuurman
- Wereldkampioenschappen roeien 1986 in Nottingham  in de vier-met-stuurman
- Wereldkampioenschappen roeien 1987 in Kopenhagen  in de vier-met-stuurman
- Olympische Zomerspelen 1988 in Seoel  in de vier-met-stuurman
- Wereldkampioenschappen roeien 1989 in Bled 4e in de vier-met-stuurman
- Wereldkampioenschappen roeien 1990 in Lake Barrington  in de vier-met-stuurman
- Wereldkampioenschappen roeien 1991 in Wenen 5e in de twee-met-stuurman
- Olympische Zomerspelen 1992 in Barcelona  in de vier-met-stuurman

1900: Henri Bouckaert & Jean Cau & Émile Delchambre & Henri Hazebrouck & Charlot / Gustav Goßler & Oskar Goßler & Walter Katzenstein & Waldemar Tietgens & Carl Goßler  ·
1912: Albert Arnheiter & Hermann Wilker  & Otto Fickeisen & Rudolf Fickeisen & Otto Maier·
1920: Willy Brüderlin & Max Rudolf & Paul Rudolf & Hans Walter & Paul Staub · 
1924: Émile Albrecht & Alfred Probst & Eugen Sigg & Hans Walter & Émile Lachapelle ·
1928: Valerio Perentin & Giliante D'Este & Nicolò Vittori & Giovanni Delise & Renato Petronio ·
1932: Hans Eller & Horst Hoeck & Walter Meyer & Joachim Spremberg & Carlheinz Neumann ·
1936: Hans Maier & Walter Volle & Ernst Gaber & Paul Söllner & Fritz Bauer·
1948: Warren Westlund & Gordon Giovanelli & Robert Martin & Robert Will & Allen Morgan ·
1952: Karel Mejta & Jiří Havlis & Jan Jindra & Stanislav Lusk & Miroslav Koranda ·
1956: Alberto Winkler & Romano Sgheiz & Angelo Vanzin & Franco Trincavelli & Ivo Stefanoni ·
1960: Gerd Cintl & Horst Effertz & Klaus Riekemann & Jürgen Litz & Michael Obst·
1964: Peter Neusel & Bernhard Britting & Joachim Werner & Egbert Hirschfelder & Jürgen Oelke ·
1968: Dick Joyce & Ross Collinge & Dudley Storey & Warren Cole & Simon Dickie ·
1972: Peter Berger & Hans-Johann Färber & Gerhard Auer & Alois Bierl & Uwe Benter ·
1976: Vladimir Jesjinov & Nikolai Ivanov & Michail Koeznetsov & Aleksandr Klepikov & Aleksandr Loekjanov ·
1980: Dieter Wendisch & Ullrich Dießner & Walter Dießner & Gottfried Döhn & Andreas Gregor ·
1984: Martin Cross & Richard Budgett & Andy Holmes & Steve Redgrave & Adrian Ellison·
1988: Bernd Niesecke & Karsten Schmeling & Bernd Eichwurzel & Frank Klawonn & Hendrik Reiher ·
1992: Iulică Ruican & Viorel Talapan & Dimitrie Popescu & Nicolae Țaga & Dumitru Răducanu